# Ekaterine Gorgodze
Ekaterine Gorgodze (georgisk: ეკატერინე გორგოძე, født 3. december 1991) er en professionel tennisspiller fra Georgien.